# Dicovia
Dicovia est un projet conçu dans le but de rendre accessible simplement des dictionnaires bilingues. Le site web comprend 120 langues : des langues internationales, mais aussi des langues régionales et des patois. Le projet étant francophone, les traductions sont uniquement disponibles du français vers une langue cible.

## Origine du projet
2008 : Après avoir constaté que les dictionnaires de traductions en ligne sont bien souvent complexes d’utilisation ou incomplets, l’équipe de Dicovia a souhaité mettre en place un nouveau service de traductions en ligne très simple d’utilisation, ludique et regroupant un maximum de langues.
2009 : Lancement d’une version test du dictionnaire de traductions en ligne, avec une centaine de langues et de dictionnaires. Une campagne de tests du site a été lancée via Internet, pour demander l'avis des internautes (forums informatiques, réalisation de sondages).
2010 : Lancement de la version finale de Dicovia. Après quelques améliorations fonctionnelles et une mise à jour des bases de données, le site final comporte 120 langues et 190 dictionnaires de traductions. Le projet est toujours en cours d’optimisation (ajout de nouvelles fonctionnalités prévu : informations morphologiques, exemples d’utilisation du mot traduit…)

## Dictionnaires
Dicovia intègre 120 langues et dialectes dans sa base de données, représentant ainsi les principales classifications de langues par famille.
Des lexiques de nombreux continents ont été intégrés au site: l’Amérique du Nord (anglais américain, québécois, etc.), l’Amérique du Sud (nahuatl, quéchua, etc.), l’Asie (coréen, japonais, etc.), l’Europe (anglais, allemand, bulgare, etc.), l’Afrique (afrikaans, arabe, swahili, etc.) et l’Océanie (samoan, indonésien, malais, malgache, maori, tagalog et tahitien). 
Pour certaines langues les plus utilisées (allemand, américain, anglais, espagnol et italien), des dictionnaires techniques sont accessibles, composés de vocabulaire commercial, juridique, environnement, médical, scientifique, etc.
Par ailleurs, une rubrique d'informations sur les langues est proposée sur Dicovia, afin de présenter les langues, leurs origines et les locuteurs, entre autres.

## À ce jour
En date d'aujourd'hui, le site web ne semble plus disponible et affiche le code d'erreur 404. 